# Retraktor (Chirurgie)
Retraktoren (lat. retrahere „zurückziehen“) sind eine Gruppe chirurgischer Instrumente, mit deren Hilfe der Zugang zum Operationsfeld offen gehalten oder auch erst ermöglicht wird.

## Einteilung
Der Begriff beschreibt eine große Gruppe teilweise sehr unterschiedlicher Instrumente.
Wundhaken kommen in verschiedener Form zur Anwendung: Stumpf und abgerundet, in verschiedener Form und Größe, dienen sie zum Beiseitehalten empfindlicher Gewebe und Organe wie Darm, Leber, Lunge und anderen. Typische Vertreter sind der Roux-Haken, der Langenbeck-Haken oder der Fritsch-Haken. Scharf und spitz, als „Einzinker“ oder mehrzinkige „scharfe Haken“, auch „Rechenhaken“, werden sie eingesetzt, um weniger empfindliches Bindegewebe präzise auseinanderzuhalten.
Spekula, von lat. speculum – Spiegel (plur.), dienen zum Offenhalten natürlicher Körperöffnungen wie Vagina, Anus, Nase oder Gehörgang. Spekula können zusätzlich mit einer Aufspreizmechanik (z. B. Analspekulum nach Parks) oder/und einer Lichtquelle ausgestattet sein, um in der Tiefe der Körperöffnung ausreichend Sicht zu gewährleisten. Ein weiteres wichtiges Beispiel ist das Laryngoskop.
Wundspreizer (z. B. der Rippenspreizer) erlauben durch ein Rastensystem ein je nach Einsatzgebiet unterschiedlich kräftiges Spreizen der Wunde und halten den Zugangsweg nach Einrasten passiv offen.
Hebel und Zangen dienen in der Orthopädie und Unfallchirurgie einerseits dazu, den Zugang zum Knochen zu gewährleisten, andererseits auch den eingerichteten Knochenbruch bis zur Fertigstellung der Osteosynthese in exakter Stellung zu halten. Typische Vertreter sind der Hohmann-Hebel und die Verbruegge-Zange.

## Klinischer Einsatz

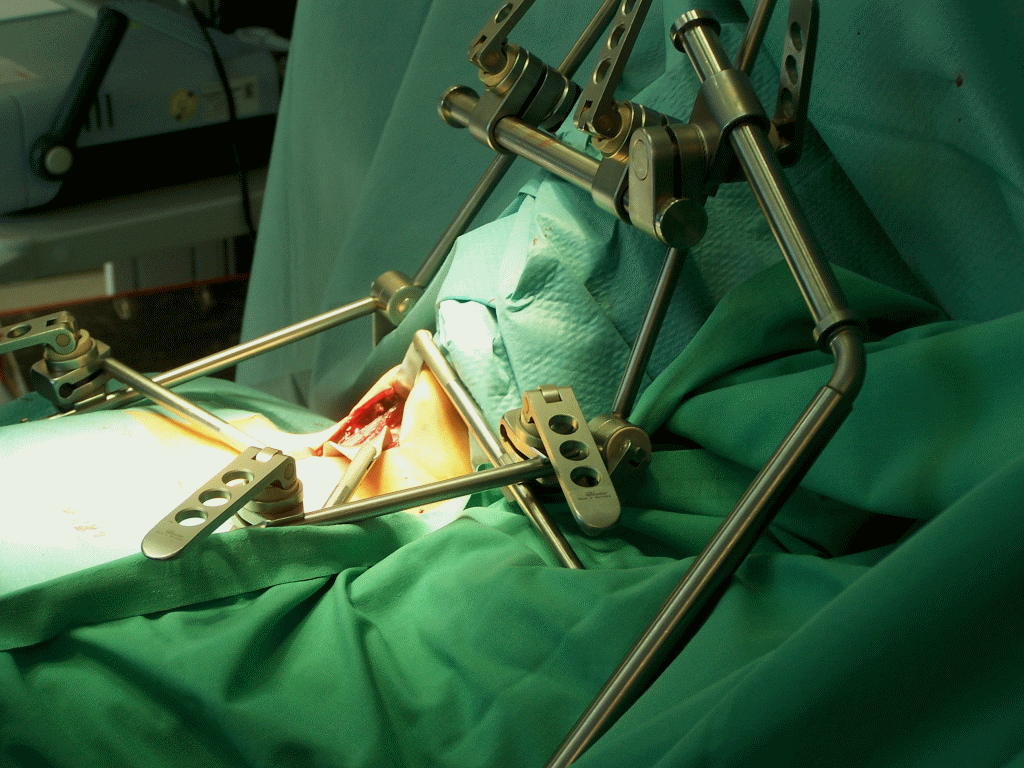
Einsatz eines Retraktorsystems bei einer Schilddrüsenoperation

Üblicherweise wurden größere Operationen bis vor kürzerer Zeit durch einen Operateur und zwei Assistenten durchgeführt. Dem zweiten Assistenten (in der Regel ein Berufsanfänger, gelegentlich auch eine OP-Pflegekraft oder ein Student) kam dann die Aufgabe zu, mit Hilfe der jeweiligen Retraktoren das Operationsgebiet offen zu halten.
Die zunehmende Arbeitsverdichtung im Gesundheitswesen lässt solch großzügigen Personaleinsatz allerdings regulär kaum noch zu, weshalb vermehrt starre Halterungen, an denen die erforderlichen Retraktoren in frei wählbarer Art angebracht werden können (sogenannte Retraktorsysteme), statt des zweiten Assistenten zum Einsatz kommen.